# Maxime Carène
Maxime Carène (Fort-de-France, 7 juni 2001) is een Frans basketballer.

## Carrière
Carène speelde in de jeugd van SC Lamentinois en ging in 2016 spelen voor Centre Federal in de Franse derde klasse. Hij speelde drie jaar bij hen in de derde klasse. In 2019 tekende hij bij de Franse eersteklasser Limoges CSP maar speelde voornamelijk in de jeugdploegen. In het seizoen 2020/21 werd hij uitgeleend aan de Franse derdeklasser Stade Rochelais Basket. In 2021 tekende hij bij de Belgische eersteklasser Limburg United maar speelde voornamelijk voor de tweede ploeg. In februari 2022 maakte hij de overstap naar de Spaanse tweedeklasser Estudiantes Madrid maar kwam uit voor hun tweede ploeg in de vierde klasse.
In de zomer van 2022 tekende hij bij de Spaanse tweedeklasser San Sebastián Gipuzkoa BC waar hij uitkwam voor de eerste en tweede ploeg (vierde klasse). In december 2022 werd zijn contract ontbonden en ging hij spelen voor de Franse derdeklasser Rueil Athletic Club. Hij speelde bij de club tot in 2023. In oktober 2023 werd hij in de NBA G League draft 2023 als 18e gekozen in de eerste ronde door de Texas Legends. Zijn contract werd in december ontbonden.
In september 2024 tekende hij bij het Oostenrijkse Kapfenberg Bulls.

### Nationale ploeg
Carène speelde in de jeugd van de Franse nationale ploeg.